# Cilunculus pedatus
Cilunculus pedatus är en havsspindelart som beskrevs av Stock, J.H. 1991. Cilunculus pedatus ingår i släktet Cilunculus och familjen Ammotheidae. Inga underarter finns listade i Catalogue of Life.